# Condado de Charles
El condado de Charles es un condado en la parte sur del estado de Maryland.
En 2000, su población es de 120.546 habitantes. Su sede está en La Plata. El condado lleva el nombre de Charles Calvert (1637-1715), tercer Barón de Baltimore.
Este condado forma parte del área metropolitana de Washington-Baltimore.

## Historia
El Condado de Charles fue creado en 1658 por orden del consejo. Entre 1650 y 1653 existió un condado del mismo nombre ahora conocido como el Antiguo Condado de Charles.

## Ley y gobierno
El Condado de Charles es gobernado por comisionados de condado. Este es el sistema tradicional de gobierno de los condados de Maryland.

## Demografía
Según el censo de 2000, el condado cuenta con 120.546 habitantes, 41.668 hogares y 32.292 familias que residentes. La densidad de población es de 101 hab/km² (262 hab/mi²). Hay 43.903 unidades habitacionales con una densidad promedio de 37 u.a./km² (95 u.a./mi²). La composición racial de la población del condado es 68,51% Blanca, 26,06% Afroamericana, 0,75% Nativa americana, 1,82% Asiática, 0,06% De las islas del Pacífico, 0,72% de Otros orígenes y 2,08% de dos o más razas. El 2,26% de la población es de origen Hispano o Latino cualquiera sea su raza de origen.
De los 41.668 hogares, en el 41,10% viven menores de edad, 58,00% están formados por parejas casadas que viven juntas, 14,50% son llevados por una mujer sin esposo presente y 22,50% no son familias. El 17,20% de todos los hogares están formados por una sola persona y 5,20% incluyen a una persona de más de 65 años. El promedio de habitantes por hogar es de 2,86 y el tamaño promedio de las familias es de 3,21 personas.
El 28,70% de la población del condado tiene menos de 18 años, el 7,60% tiene entre 18 y 24 años, el 33,20% tiene entre 25 y 44 años, el 22,70% tiene entre 45 y 64 años y el 7,80% tiene más de 65 años de edad. La mediana de la edad es de 35 años. Por cada 100 mujeres hay 95,50 hombres y por cada 100 mujeres de más de 18 años hay 92,20 hombres.
La renta media de un hogar del condado es de $62.199, y la renta media de una familia es de $67.602. Los hombres ganan en promedio $43.371 contra $34.231 por las mujeres. La renta per cápita en el condado es de $24.285. 5,50% de la población y 3,70% de las familias tienen entradas por debajo del nivel de pobreza. De la población total bajo el nivel de pobreza, el 6,70% son menores de 18 y el 8,60% son mayores de 65 años.

## Ciudades y pueblos
Estas son las tres municipalidades oficiales del estado, todas clasificadas como pueblos.
1. Indian Head (desde 1920)
2. La Plata (desde 1888)
3. Port Tobacco Village (desde 1888)

Áreas incorporadas por el censo (CDP):
1. Bennsville
2. Bryans Road
3. Hughesville
4. Potomac Heights
5. Waldorf

1. (Saint Charles) no aparece según el censo de 2010.

Otras áreas no incorporadas por el censo:
1. Bel Alton
2. Benedict
3. Bryantown
4. Cobb Island
5. Dentsville
6. Faulkner
7. Grayton
8. Ironsides
9. Issue
10. Malcolm
11. Marbury
12. Morgantown
13. Mount Victoria
14. Nanjemoy
15. Newburg
16. Pisgah
17. Pomfret
18. Popes Creek
19. Pomonkey
20. Ripley
21. Rison
22. Rock Point
23. Swan Point
24. Welcome
25. White Plains